# Crispus Attucks
Crispus Attucks (Framingham, c. 1723 — Boston, 5 de março de 1770) foi um estivador estadunidense de ascendência africana e indígena, amplamente considerado como a primeira pessoa morta no Massacre de Boston e, portanto, o primeiro americano morto na Revolução Americana. Os historiadores discordam sobre se ele era um homem livre ou um escravo fugitivo, mas a maioria concorda que ele era descendente de natick e africano. Duas fontes principais de testemunhos oculares sobre o Massacre de Boston, publicadas em 1770, não se referiam a ele como "negro"; parece que os bostonianos o viam como sendo de etnia mista. De acordo com um relato contemporâneo na Pennsylvania Gazette, ele era um "homem mulato, chamado Crispus Attucks, que nasceu em Framingham, mas recentemente pertencia a New-Providence e estava lá para ir para a Carolina do Norte".
Attucks se tornou um ícone do movimento anti-escravidão em meados do século XIX. Apoiadores do movimento abolicionista o elogiaram por ter desempenhado um papel heroico na história dos Estados Unidos.

## Início de vida e origens étnicas
Attucks nasceu em Framingham, Massachusetts. As histórias da cidade de Framingham, escritas em 1847 e 1887, descrevem-no como um escravo do diácono William Brown, embora não esteja claro se Brown foi seu proprietário original. Em 1750, Brown anunciou o retorno de um escravo fugitivo chamado Crispas. No anúncio, Brown descreve Attucks e suas roupas quando ele foi visto pela última vez. Ele também disse que uma recompensa de 10 libras seria dada a quem encontrasse e devolvesse Attucks para ele. O status de Attucks na época do massacre como uma "pessoa livre" ou um "escravo fugitivo" tem sido uma questão de debate para os historiadores. Attucks tornou-se marinheiro e baleeiro em algum momento e passou grande parte de sua vida no mar ou trabalhando nas docas ao longo da costa atlântica. Em um artigo de 1874 no The American Historical Record, Jebe B. Fisher relata uma passagem nas memórias do participante da Festa do Chá de Boston George R.T. Hewees, que afirmava que na época do massacre, Attucks "era um indígena de Nantucket, pertencente a um navio baleeiro do Sr. Folgers, então no porto, e ele se lembra de um grito de guerra distinto que ele gritou... a multidão assobiando, gritando e dilacerando como um grito de índio". Muitos historiadores acreditam que Attucks usava o pseudônimo de Michael Johnson para evitar ser pego após sua fuga. Ele pode ter estado apenas temporariamente em Boston no início de 1770, tendo regressado recentemente de uma viagem às Bahamas. Ele deveria partir pouco depois em um navio para a Carolina do Norte.
Embora ele seja comumente descrito como um afro-americano na cultura popular, duas fontes principais de depoimentos de testemunhos oculares sobre o massacre, ambas publicadas em 1770, não se referiam a Attucks como "negro", mas sim como mulato e um indígena. Em um relato do Pennsylvania Gazette (Filadélfia), um homem que pode ter sido Attucks foi referido como um "homem mulato, chamado Crispas, que nasceu em Framingham, mas recentemente pertenceu a New-Providence, e estava lá para ir para a Carolina do Norte...". No entanto, durante a época de Attucks, mulato era frequentemente usado para descrever o tom da pele em vez da etnia, e às vezes se referia a indígenas de sangue puro. No Potter's American Monthly, a intercambialidade dos dois termos é demonstrada por transcrições judiciais do julgamento de Attucks:

Pergunta: Você viu um mulato entre as pessoas que cercavam os soldados?
Resposta: Eu não observei...
Pergunta: Eles pareciam ser marinheiros ou cidadãos?
Resposta: Alguns deles estavam vestidos com trajes de marinheiros.
Pergunta: Você conheceu o índigena que foi morto?
Resposta: Não.
Pergunta: Você viu algum deles pressionando os soldados com uma vara de cordwood?
Resposta: Não.
Os historiadores divergem em opiniões sobre a herança de Attucks: alguns afirmam que sua família se casou com escravos africanos, enquanto outros afirmam que ele não tinha herança africana. É amplamente reconhecido que Attucks tinha uma herança considerável de nativos americanos.

"Crispus Attucks" (1943) por Herschel Levit

O biógrafo Mitch Kachun, bem como várias histórias de cidades de Framingham do século XIX, estabeleceu uma conexão entre Attucks e John Attuck de Framingham, um homem narragansett que foi enforcado em Framingham em 1676 durante a Guerra do Rei Filipe. A palavra para "cervo" na língua narragansett é "attuck". Kachun também observou uma possível conexão com uma provável mulher natick e possível mãe ou parente de Attucks chamada Nanny Peterattucks, que é descrita como uma "mulher negra" no inventário da propriedade de 1747 de Joseph Buckminster, proprietário de escravos de Framingham e, juntamente com  Jacob Peterattucks, como 'provável descendente de John Attuck, o indígena" em uma história de 1847 de Framingham. Outras fontes referem-se ao seu apelido como Peter Attucks. Em uma história de 1747 do Vale Hoosac, miliciano colonial africano chamado Moses Peter Attucks, que vivia nas proximidades de Leicester, é descrito como 'escravo negro de John White; em outros lugares, ele é listado como Moses Attucks. Jacob Peterattucks e Nanny Peterattucks são registrados como escravos com Joseph Buckminster em 1730, e em 1740 Jacob com Thomas Buckminster, que foi nomeado por Framingham em 1739 para liderar uma comissão de preservação de cervos na área. O historiador William C. Nell relatou uma carta de 1860 de um residente de Natick, também impressa em uma edição de 1860 do jornal The Liberator que dizia:
Várias pessoas estão agora vivendo em Natick se lembram da família Attucks, a saber Cris, que foi morto em 5 de março; Sam, cujo nome foi abreviado para Sam Attucks, ou Smattox; Sal, também conhecido como Slattox; e Peter, chamado Pea Tattox... a minha mãe, ainda viva, com 89 anos de idade, lembra-se em particular Sal, que costumava ser chamado de "squaw casca de cabaça", pelo fato de que ela costumava carregar o seu rum em uma concha de cabaça... diz-se que toda a família são os filhos de Jacob Peter Attucks... tem sido conjecturado que são de sangue indígena, mas todos os que conheciam os descendentes descrevem-nos como negros.
 A carta continua, “a irmã dele [Sal] dizia que se não tivessem matado Cris, Cris os teria matado”.
O príncipe Yonger foi considerado o pai de Attucks. No entanto, Yonger não chegou a Massachusetts até meados da década de 1720, após o nascimento de Attucks, e não se casou com Nanny Peterattucks até 1737, ponto após o qual eles tiveram filhos, que são notados em várias histórias, mas entre os quais Crispus não é mencionado: "um filho, que morreu jovem, e Phebe, que nunca se casou." Nem Phebe nem o filho estão registrados com o sobrenome Attucks ou Peterattucks.

## Massacre de Boston

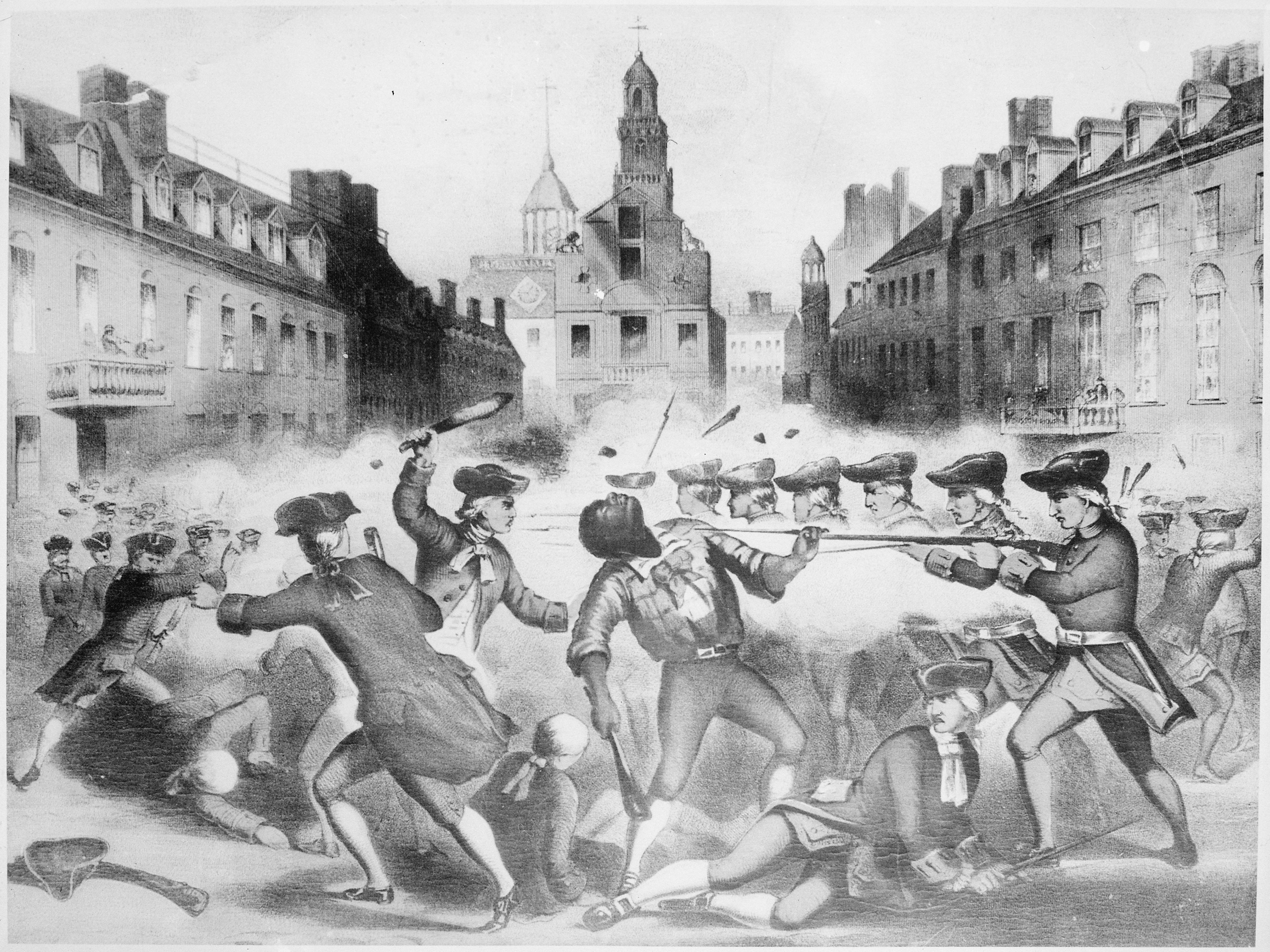
Esta litografia do século XIX é uma variação da famosa gravura do Massacre de Boston, de Paul Revere. Produzida logo antes da Guerra de Secessão e muito depois do evento retratado, esta imagem enfatiza Crispus Attucks, que se tornou um símbolo para os abolicionistas. (John Bufford após William L. Champey, c. 1856)

No outono de 1768, soldados britânicos foram enviados a Boston na tentativa de controlar a crescente agitação colonial, que levou a uma onda de ataques a autoridades locais após a introdução da Lei do Selo e as subsequentes Townshend Acts. Os whigs radicais coordenaram multidões à beira-mar contra as autoridades. A presença de tropas, em vez de reduzir as tensões, serviu para aumentá-las ainda mais.
Após o crepúsculo de 5 de março de 1770, uma multidão de colonos confrontou um sentinela que havia punido um menino que havia reclamado que um oficial não pagou a conta do barbeiro. Ambos os habitantes da cidade e uma companhia de soldados britânicos do 29º Regimento de Infantaria se reuniram. Os colonos jogaram bolas de neve e destroços nos soldados. Um grupo de homens, incluindo Attucks, aproximou-se da Old State House armados com porretes. Um soldado foi atingido por um pedaço de madeira, um ato que algumas testemunhas alegaram ter sido cometido por Attucks. Outras testemunhas afirmaram que Attucks estava "apoiado num pau" quando os soldados abriram fogo.
Cinco colonos foram mortos e seis feridos. Attucks recebeu duas balas ricocheteadas no peito e foi considerado o primeiro a morrer. Os legistas do condado Robert Pierpoint e Thomas Crafts Jr. conduziram uma autópsia em Attucks. O corpo de Attucks foi levado para Faneuil Hall, onde permaneceu no estado até quinta-feira, 8 de março, quando ele e as outras vítimas foram enterrados juntos no mesmo túmulo no Granary Burying Ground de Boston. Ele viveu por aproximadamente 47 anos.

## Reação e julgamentos
John Adams defendeu com sucesso a maioria dos soldados britânicos acusados de assassinato. Dois foram considerados culpados de homicídio culposo. Diante da possibilidade de enforcamento, os soldados imploraram benefícios do clero e, em vez disso, foram marcados em seus polegares. Em seus argumentos, Adams chamou a multidão de "uma turba heterogênea de meninos atrevidos, negros e mulatos, teagues irlandeses e Jack Tar estranhos". Em particular, ele acusou Attucks de ter "se comprometido a ser o herói da noite" e de ter precipitado um conflito com seu "comportamento louco".
Dois anos depois, o fundador dos Estados Unidos, Samuel Adams, primo de John Adams, chamou o evento de "Massacre de Boston" e ajudou a garantir que não fosse esquecido. O artista de Boston Henry Pelham (meio-irmão do célebre pintor de retratos John Singleton Copley) criou uma imagem do evento. Paul Revere fez uma cópia da qual impressões foram feitas e distribuídas. Algumas cópias da impressão mostram um homem de pele escura com feridas no peito, provavelmente representando Crispus Attucks. Outras cópias da impressão não mostram diferença nos tons de pele das vítimas.
Os cinco mortos foram enterrados como heróis no Granary Burying Ground, que também contém os túmulos de Samuel Adams, John Hancock e outras figuras notáveis. O costume do período desencorajava o enterro de negros e brancos juntos, com "enterros negros relegados para a parte de trás ou longe do cemitério". No entanto, tal prática não era completamente desconhecida. Prince Hall, por exemplo, foi enterrado no cemitério Copp's Hill no North End de Boston 39.

## Legado e honrarias

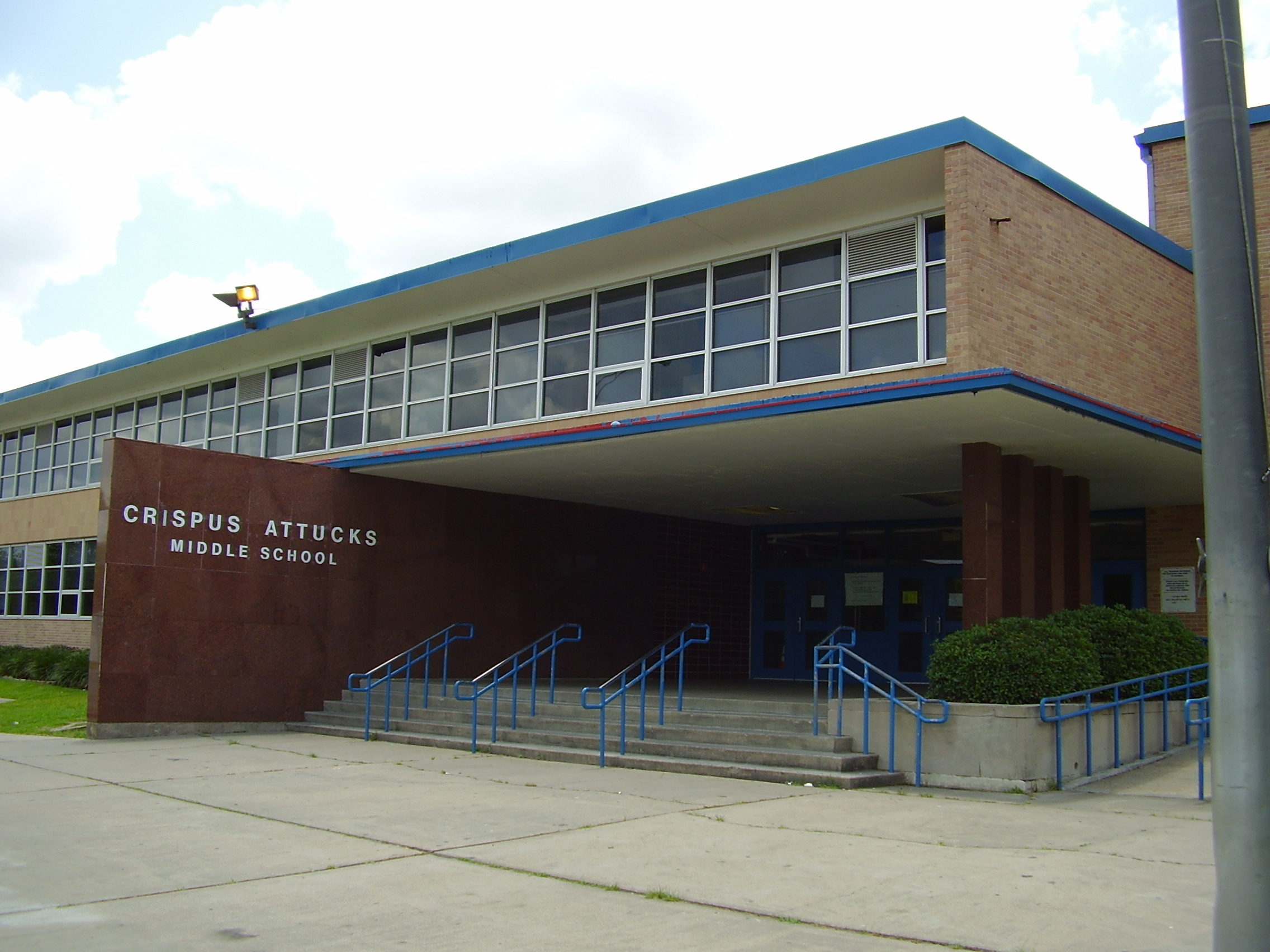
Escola secundária Crispus Attucks, Sunnyside, Houston, Texas

- 1858 — abolicionistas da área de Boston, incluindo William Cooper Nell, estabeleceram o "Dia de Crispus Attucks" para homenageá-lo.
- 1886 — locais onde Crispus Attucks e Samuel Gray caíram foram marcados por círculos na calçada. Dentro de cada círculo, um cubo com raios sai para formar uma roda.
- 1888 — um monumento em homenagem a Attucks e as outras vítimas do Massacre de Boston foi erguido em Boston Common. Tem mais de 7,5 metros de altura e cerca de 3 metros de largura. O baixo-relevo retrata o Massacre de Boston, com Attucks em primeiro plano. Sob a cena está a data 5 de março de 1770. Acima do baixo-relevo está uma figura feminina, Free America, segurando a corrente da opressão quebrada sua mão direita. Sob o pé direito, ela esmaga a coroa real da Inglaterra. À esquerda da figura, está uma águia. Treze estrelas estão cortadas em uma das faces do monumento. Abaixo dessas estrelas em letras elevadas estão os nomes dos cinco homens que foram mortos naquele dia: Crispus Attucks, Samuel Gray, James Caldwell, Samuel Maverick e Patrick Carr. Alguns destes homens morreram um dia depois.

Embora naquele ano os líderes da Massachusetts Historical Society e da New England Historic Genealogical Society se opusessem à criação do memorial a Crispus Attucks, desde o século XX ambas as organizações reconheceram seu papel e promoveram o interesse pela história negra e genealogia.
- 1940 — Attucks foi homenageado com 1 dos 33 dioramas na American Negro Exposition em Chicago.[34]
- 1998 — o Tesouro dos Estados Unidos divulgou a Black Revolutionary War Patriots silver dollar, uma moeda comemorativa com a imagem de Attucks no verso. Os fundos das vendas da moeda destinaram-se a um proposto Memorial dos Patriotas da Guerra Revolucionária Negra (National Liberty Memorial) em Washington, DC.[35]
- 2002 — o estudioso afrocentrista Molefi Kete Asante listou Crispus Attucks como um dos 100 Greatest African Americans.[36]
- Ao redor dos Estados Unidos, diversas instutuições recebem o nome de Crispsu Attucks: escolas, centros, associações, um teatro, parques, ruas e uma ponte.]

## Na cultura popular
- "O primeiro homem a morrer pela bandeira que agora erguemos foi um homem negro", é um verso da canção "Black Man" de Stevie Wonder.[37]
- "Crispus Attucks, o primeiro explodido" é uma frase da canção de Nas "You Can't Stop Us Now".
- O poeta John Boyle O'Reilly escreveu o seguinte poema quando o monumento foi finalmente inaugurado:

E para homenagear Crispus Attucks que foi o líder e a voz naquele dia: O primeiro a desafiar, e o primeiro a morrer, com Maverick, Carr e Gray. Chame isso de motim ou revolução, ou turba ou multidão se você quiser, essas mortes foram sementes de nações, essas vidas serão honradas para sempre...
- O poema "Dark Symphony" de Melvin Tolson contém versos sobre Crispus Attucks.
- Martin Luther King Jr. referiu-se a Crispus Attucks na introdução de Why We Can't Wait (1964) como um exemplo de um homem cuja contribuição para a história forneceu uma poderosa mensagem de coragem moral.
- Em fevereiro de 2012, Wayne Brady, J. B. Smoove e Michael Kenneth Williams, bem como Keith David, apareceram em um vídeo de rap satírico sobre Crispus Attucks.[38]
- Na série Luke Cage da Netflix, baseada no personagem da Marvel Comics de mesmo nome, existe um conjunto habitacional denominado Crispus Attucks Complex, em homenagem a Attucks. Cage também explica o papel de Attucks no Massacre de Boston no final do segundo episódio da série.[39]
- O filme Da 5 Bloods de Spike Lee, de 2020, refere-se a Crispus Attucks.